# 滬海道
滬海道（こかい-どう）は中華民国北京政府により設置された江蘇省の道。

## 沿革
1914年（民国3年）1月に上海道として設置される。観察使は上海県に置かれ、下部に上海、松江、南匯、崑山、宝山の5県を管轄した。同年3月には管轄範囲の調整が行われ、管轄県は上海、呉県、呉江、常熟、崑山、松江、青浦、金山、奉賢、南匯、川沙、太倉、嘉定、宝山、崇明の15県とされた。5月23日に滬海道と改称されると同時に、観察使は道尹に改められ、管轄県も上海、松江、南匯、青浦、金山、奉賢、川沙、太倉、嘉定、宝山、崇明、海門の12県に調整された。1927年（民国16年）に廃止されている。

## 行政区画
廃止直前の下部行政区画は下記の通り。（50音順）
- 海門県
- 嘉定県
- 金山県
- 上海県
- 松江県
- 崇明県
- 青浦県
- 川沙県
- 太倉県
- 南匯県
- 奉賢県
- 宝山県